# Changing
«Changing» —en español: «Cambiando»— es una canción del dúo británico Sigma. La canción cuenta con la colaboración de la cantante y actriz británica Paloma Faith, que más se asocia con sus baladas pop y soul. Fue coescrita por TMS, Wayne Hector y Ella Eyre. Se lanzó el 16 de septiembre de 2014, como el segundo sencillo del álbum debut de Sigma, Life publicado en 2015. La canción alcanzó el número uno en el Reino Unido durante una semana, convirtiéndose en el primer sencillo número uno de Paloma Faith. Pero hizo su primera aparición en la lista de sencillos de Nueva Zelanda, debutando en el #9.
Una versión alternativa de la canción aparece en el álbum de Faith, A Perfect Contradiction: Outsiders' Edition.
Esta canción se utilizó en los comerciales de Vodafone en octubre de 2017 para la campaña «Proud».

## Video musical
El video oficial dirigido por Craig Moore, fue subido a YouTube el 17 de julio de 2014 y desde entonces ha recibido más de 20 millones de visitas. Se rodó en Florida, Miami.

## Listado de canciones
| Descarga digital |                               |          |  |
| N.º              | Título                        | Duración |  |
| 1.               | «Changing» (con Paloma Faith) | 3:25     |  |

| Descarga digital (Remixes) |                                              |          |  |
| N.º                        | Título                                       | Duración |  |
| 1.                         | «Changing» (Sigma's VIP remix) (con Stylo G) | 3:28     |  |
| 2.                         | «Changing» (Klingande remix)                 | 5:59     |  |
| 3.                         | «Changing» (Purple Disco Machine remix)      | 5:11     |  |
| 4.                         | «Changing» (Majestic remix)                  | 4:49     |  |
| 5.                         | «Changing» (Naxxos remix)                    | 4:44     |  |
| 6.                         | «Changing» (Zoo Station club edit)           | 5:44     |  |

| Descarga digital (Goldsmyth Edition) |                                |          |  |
| N.º                                  | Título                         | Duración |  |
| 1.                                   | «Changing» (Goldsmyth Edition) | 3:25     |  |

## Posicionamiento en listas

### Semanales
| Lista (2014)                              | Máxima posición |
| ----------------------------------------- | --------------- |
| Alemania (Offizielle Deutsche Charts)     | 87              |
| Australia (ARIA)                          | 19              |
| Austria (Ö3 Austria Top 40)               | 32              |
| Bélgica (Flandes) (Ultratop 50)           | 4               |
| Bélgica (Valonia) (Ultratop 50)           | 34              |
| Croacia (Croatian Airplay Radio Chart)    | 2               |
| República Checa (Rádio Top 100)           | 5               |
| República Checa (Singles Digitál Top 100) | 97              |
| Dinamarca (Tracklisten)                   | 33              |
| Escocia (Scottish Singles Chart)          | 1               |
| Eslovaquia (Rádio Top 100)                | 31              |
| Eslovaquia (Singles Digitál Top 100)      | 87              |
| Irlanda (IRMA)                            | 8               |
| Nueva Zelanda (Recorded Music NZ)         | 9               |
| Países Bajos (Dutch Top 40)               | 27              |
| Países Bajos (Mega Single Top 100)        | 54              |
| Polonia (Polish Airplay Top 100)          | 11              |
| Reino Unido (UK Singles Chart)            | 1               |
| Reino Unido (UK Dance Chart)              | 1               |
| Rusia (Tophit)                            | 13              |
| Ucrania (Tophit)                          | 49              |

### Certificaciones
| País          | Organismo certificador | Certificación | Ventas    | Ref.   |
| ------------- | ---------------------- | ------------- | --------- | ------ |
| Australia     | ARIA                   | Oro           | 35 000    | [ 28 ] |
| Nueva Zelanda | RMNZ                   | Platino       | 30 000    | [ 29 ] |
| Reino Unido   | BPI                    | 2× Platino    | 1 200 000 | [ 30 ] |